# FV 08 Püttlingen
Der Fußballverein 08 Püttlingen e. V. ist ein deutscher Fußballverein mit Sitz in der saarländischen Stadt Püttlingen im Regionalverband Saarbrücken.

## Geschichte
Der Verein wurde im Jahr 1908 gegründet. Nach dem Zweiten Weltkrieg wurde der Verein zur Saison 1946/47 in die drittklassige Bewährungsklasse Saar eingeordnet. Mit 23:11 Punkten schloss die Mannschaft die Spielzeit auf dem zweiten Platz der Gruppe West ab und stieg somit zur nächsten Saison in die Ehrendivision auf. Dort hielt sich der FV noch bis zur Saison 1949/50, wonach er mit 12:32 Punkten über den 12. Platz wieder in die Ehren-Bewährungsklasse Saar absteigen sollte.
Zur Saison 1958/59 stieg die Mannschaft noch einmal in die drittklassige Amateurliga Saarland auf. Mit 31:21 Punkten gelang gleich in der Premieren-Saison am Ende ein fünfter Platz. Danach konnte sich der Verein noch einige Jahre in der Klasse halten, erreichte jedoch nie mehr eine solch hohe Platzierung. Nach der Spielzeit 1963/64 stieg man in die Bezirksliga ab.
2009/10 sowie 2013/14 spielte man in der Landesliga Saarland Südwest, 2014 gelang der Aufstieg in die Verbandsliga Saarland Süd/West, in welcher sich der Verein zwei Jahre halten konnte. Als nach der Saison 2022/23 über 25 Spieler den Verein verließen und den Vorstandsmitgliedern ein Klassenerhalt in der Landesliga aussichtslos erschien, entschied man auf einer außerordentlichen Mitgliederversammlung für den Rückzug in die Kreisliga A Köllertal/Warndt. In der Premierensaison 2023/24 spielte das Team von Steffen Heßler lange oben mit, musste sich am Ende allerdings mit dem Tabellenplatz fünf zufriedengeben.
Aktuell bemüht sich der Verein um Belebung der Jugendarbeit. So ist für die Saison 2024/25 die Gründung einer G-Jugend geplant.

## Persönlichkeiten
- Jakob Balzert (1918–1997), Trainer von 1946 bis 1947
- Harald Klyk (* 1945), ehemaliges Vorstandsmitglied
- Marco Dittgen (* 1974), Spieler in der Jugend